# Quadrula tuberosa
Quadrula tuberosa és una espècie de mol·lusc bivalve pertanyent a la família Unionidae. Viu a l'aigua dolça. Es troba als Estats Units: Kentucky i Tennessee.